# Jacob van der Windt

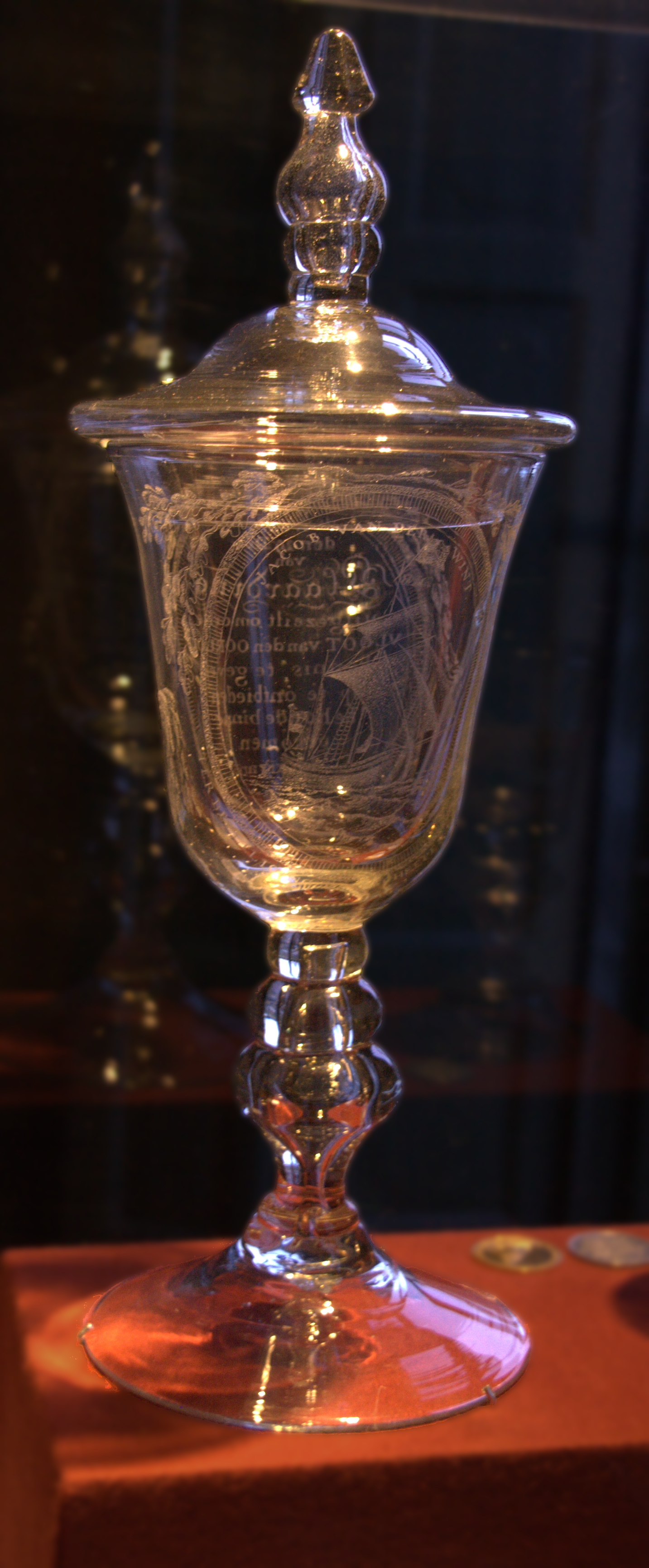
Bokaal Jacob van der Windt - Museum Vlaardingen

Jacob van der Windt (Wint) (gedoopt Vlaardingen 15 september 1745 – 15 oktober 1792) was stuurman op de haringbuis "De Roode Roos" van de Vlaardingse reder Assendelft de Coningh (1747-1803).
Vanwege het uitbreken van de Vierde Engelse Zeeoorlog (1780-1784) zeilde hij op 29 december 1780 vanuit Brielle naar de vissersvloot van Vlaardingen en Maassluis bestaande uit respectievelijk 82 en 63 schepen, bij de Doggersbank. Dankzij deze waarschuwingsreis werden slechts een paar schepen aangevallen door de Engelsen. Het grootste deel van de vloot keerde veilig terug.
Van der Windt keerde op 11 januari 1781 terug in Vlaardingen. Hij werd geëerd met een zilveren gedenkpenning en een glazen bokaal. Op de voorzijde van zowel de penning als de bokaal is een afbeelding van het schip van Van der Windt weergeven.
De tekst op de glazen bokaal in Museum Vlaardingen luidt: "1780 den 29 Dec van Vlaarding uitgezeilt om onse vloot van den oorlog kennis te geven op te ontbieden behoude binne gekomen den xi Jan 1781"